# Leucozonia
Leucozonia is een geslacht van weekdieren uit de klasse van de Gastropoda (slakken).

## Soorten
- Leucozonia cerata (W. Wood, 1828)
- Leucozonia granulilabris (Vermeij & Snyder, 2004)
- Leucozonia leucozonalis (Lamarck, 1822)
- Leucozonia nassa (Gmelin, 1791)
- Leucozonia ocellata (Gmelin, 1791)
- Leucozonia ponderosa Vermeij & Snyder, 1998
- Leucozonia rudis (Reeve, 1847)
- Leucozonia triserialis (Lamarck, 1822)
- Leucozonia tuberculata (Broderip, 1833)